# Progesterona
Progesterona é uma hormona esteroide produzida, a partir da puberdade, pelo corpo lúteo e pela placenta durante a gravidez.
A progesterona é o segundo hormônio feminino e é produzida principalmente no ovário. No processo da ovulação, o ovócito, gameta feminino, se encontra dentro de uma pequena bolinha de líquido chamada folículo. Este folículo produz o estrógeno, hormônio feminino básico. É o estrógeno que faz o aspecto físico da mulher. Após a liberação do ovócito este folículo se transforma em corpo amarelo ou lúteo, e começa a produzir progesterona, a qual prepara a mulher para a gestação e o aleitamento.
A progesterona age em todo o corpo físico da mulher preparando-a para a gravidez. Muitas mulheres têm deficiência de progesterona e isto não parece ter um significado muito importante para o organismo. Sua maior consequência é a amenorréia, ou falta de menstruação. É uma hormona essencial na manutenção da gravidez. É primeiramente produzida pelo corpo lúteo do ovário, até cerca de 20 semanas de gestação, sendo depois sintetizada pela placenta. Muitas mulheres inférteis, com falhas de implantação e com aborto recorrente apresentam baixos níveis de progesterona no sangue, sendo indicada uma suplementação de progesterona na fase inicial da gravidez. A progesterona age não só na receptividade endometrial, mas também a resposta imunológica materna, devendo a suplementação permanecer até por volta da 15ª semana, alguns médicos recomendam somente até a 10ª semana.

## Funções
Estimula as células do embrioblasto a se proliferarem e garante a nidação no cório e a futura formação da placenta. Também é o responsável pela continuidade da gravidez pois evita a descamação do endométrio, que ocasionaria um aborto.